# ビル・フォスター (マーベル・コミック)
Dr.ウィリアム・"ビル"・フォスター（Dr. William "Bill" Foster）は、マーベル・コミックが出版するコミック作品に登場するスーパーヒーロー。身体のサイズと質量を増加させて巨大化するという、ハンク・ピムの能力に似た力を持つ教授である。

## 発行履歴
Dr.フォスターは、スタン・リーとドン・ヘックによって創造されて1966年9月の『アベンジャーズ』第32号で初登場した。
それから、1975年4月にトニー・イザベラとジョージ・タスカが執筆した『Luke Cage, Power Man』第24号においてはブラック・ゴライアス、1979年9月の『Marvel Two-in-One』第55号においてはジャイアントマン、2006年1月『The Thing』vol. 2第1号においてはゴライアス（4代目）として登場した。
フォスターは、上記の作品のほかにも『チャンピオンズ』、『ディフェンダーズ』、『Marvel Super-Heroes』（vol.3）、『マーベル・コミックス・プレゼンツ』及び『シビル・ウォー』など多数の作品に登場した。

## キャラクター経歴

### オリジン
ビル・フォスターはカリフォルニア州ロサンゼルスのワッツ生まれ。カリフォルニア工科大学で生化学の博士号を取得後、メリーランド州ボルチモアに位置するトニー・スタークの工場で計画・研究部門に勤務し、ヘンリー・"ハンク"・ピム博士の生化学実験助手として雇われると、ピム/ジャイアントマンが巨大化した身体を元のサイズに戻せなくなっていた頃にスタークの頼みを受けて、ピムのサイズを元に戻す治療法を見つける手助けをした。以降もフォスターはピムの研究助手として働き続け、その後、ピムとジャネット・ヴァン・ダインが死亡したと思われる事件を調査した。

### ブラック・ゴライアス
フォスターは西海岸に移り住み、“ピム粒子”の製法を手に入れるとブラック・ゴライアスと名乗り、“サーカス・オブ・クライム”に挑むルーク・ケイジ/パワーマンに加勢したほか、ロナルド・イングリッシュ/アトム・スマッシャー（初代）、バルカン（2代目）、スティルトマンと戦ったが、傭兵のウォーホークにはアトム・スマッシャーを殺され、逃走された。
それからスティルトマンとの再戦で“チャンピオンズ・オブ・ロサンゼルス”を支援し、パートタイムの技術顧問として彼らに加わると、ベン・グリムとのタッグによるハワード・ミッチェル/ハイジャッカーとの戦いを経て、チャンピオンズ解散後に他のヒーローチームと揃って“ディフェンダーズ”の会員集会に参加した。

### ジャイアントマン

#### 『The Project: Pegasus Saga』
フォスターはその後、アメリカ政府の半極秘エネルギー研究施設である“プロジェクト・ペガサス”のスタッフに生化学研究者として加わり、そこでプロジェクト・ペガサスの警備に当たっていたグリムへ、自分がブラック・ゴライアスの正体であると明かすと、グリムの提案で自分のコードネームをジャイアントマンに変えることを決めた。シング、ウェンデル・ヴォーン/クエーサー、アクエリアンと力を合わせて、ヌクロ、“グラップラーズ”、ユリシーズ・クロウ 、ソーラー、そしてエンスマンなど多くのヴィランからプロジェクトを守り抜き、短期間の勤務後、フォスターはアトム・スマッシャーとの戦いで罹った放射能中毒で瀕死状態であることを明かした。
グリムやボビー・ドレイク/アイスマンとの共闘によるサークル・オブ・クライムとの再戦、グリムやスティーブ・ロジャース/キャプテン・アメリカとの共闘によるモードックや“A.I.M.”との戦いを経て、グリムやジェシカ・ドリュー/スパイダーウーマンとの共闘でミッチェル・イングリッシュ/アトム・スマッシャー（2代目）に挑んだフォスターは、患っていた放射能中毒が悪化し、死の床に伏す。放射線に対する免疫を持っていたドリューから輸血を受けたことで、彼女の放射能に対する免疫が失われた代わりにフォスターの放射能中毒は治った。しかしそれに伴ってジャイアントマンの力も失われた。

#### 『The Evolutionary War』
『The Evolutionary War』においてフォスターは、“サヴェージ・ランド”の基地でハイ・エボリューショナリーのために働く科学者として登場した。ハイ・エボリューショナリーの遺伝子爆弾計画を発見したフォスターは、“ウエスト・コースト・アベンジャーズ”に救難メッセージを送り、バーバラ・モース/モッキンバード、グリー・グラント・ネルソン/ティグラ、マーク・スペクター/ムーンナイトの救援を得ると、彼らに自分が癌を患っていたことを明かした上で改良された成長血清を再服用し、治療に成功した。そんなフォスターは巨大化能力も回復してさらに強化されたことで、マイケル・ストックトン/ドクター・ネメシスとエリック・ジョステンの陰謀を打ち破った。

### ヒーローの役割を放棄
フォスターはジャイアントマンのアイデンティティを捨て、エリック・ジャステンのイオンパワーがウェストコースト・アベンジャーズとの戦いで崩壊。これが遠因となって超次元生物“コスモシアン”が地球を攻撃する。この生物は最終的に撃退されたが、エネルギーの混乱とピム粒子への影響は、ピム自身を除くピム粒子にさらされたすべての人々に悪影響を及ぼし、成長や縮小の力を制御できなくなる。このストーリーの中で、フォスターはピムと世界の飢餓を終わらせるためにピム粒子を利用しようとしていたことが描かれた。
力を失ったフォスターはアメリカ疾病予防管理センターのスタッフに加わり、この職務で彼は、ラシュモア山の近くで放たれた生物兵器に対処するアベンジャーズをサポートした。

### 最後の帰還
どうにか力を取り戻したフォスター/ブラック・ゴライアスは、ルーク・ケイジ、ダニー・ランド/アイアン・フィスト、ジェリコ・ドラム/ブラザー・ブードゥー、サム・ ウィルソン/ファルコンと共にスーパーヒーローの臨時チームを結成してごく短時間だけ登場した。
フォスターは名前から "ブラック"を取り除き、新しいコスチュームとともにゴライアスのコードネームを自称すると、まずスーパーヴィランに対処するグリムを研究助成金の獲得も兼ねて手助けした。

### 『シビル・ウォー』
“シビル・ウォー”が勃発すると、フォスターはロックウェル・ドズワースという偽名を使い、“シークレット・アベンジャーズ”のメンバーとして登場する。その後、彼はティ・チャラ/ブラックパンサーとオロロ・マンロー/ストームの結婚式に出席するスーパーヒーローたちの中に少しだけ姿を見せた。
そしてシークレット・アベンジャーズとトニー・スターク/アイアンマンの登録賛成派との戦いの最中、ソーのクローンによって巨大化した状態で殺され、彼の巨大な遺体を埋葬するために、スタークは必要な費用を支払った。フォスターの死は戦争の勢力バランスに影響を与え、ピーター・パーカー/スパイダーマンをはじめ、何人かのキャラクターがキャプテン・アメリカ側に寝返ることになった。

### レガシー
ビルの甥であるM.I.T.の学生トム・フォスターは、ピム粒子の公式を解読してヒーローになることで、叔父の跡を継ぐつもりであることをティ・チャラに伝え、叔父の死を理由にリード・リチャーズ/ミスター・ファンタスティックとスタークを公然と糾弾した。そしてトムは、叔父の処方を再現し、それを飲む形で自らに投与した。
『ダーク・レイン』のストーリー中、ノーマン・オズボーンがピム粒子の残留物を利用した“マイティ・アベンジャーズ”追跡を企て、フォスターの墓を掘り起こし、フォスターの鎖骨を摘出する事態が発生した。しかし、ピムのチームによる全国放送を聞いて怒りに駆られたオズボーンに真っ二つに折られる。
ヘラクレスが“アンダーワールド”に足を踏み入れた際には、エレバスで目撃された数多くの死亡したキャラクターの1人としてビル・フォスターが登場した。
そして後に、フォスターがピムとともに、自分の意識をアップロードして死後も生き続けることができるバーチャル・リアリティ・プログラムに取り組んでいたとことが明らかになった。悲嘆に暮れるピムは、フォスターの意識をプログラムにアップロードし、事実上、彼の仲間のためにバーチャル・ユートピアを作り上げた。このプログラムの乗っ取りを試みたA.I.M.は、エリック・オグレディの助けを借りたピムに倒された。その途中、仮想世界に存在したフォスターはピムに変装したオグレディと短い会話を交わした。

## パワーとスキル
ビル・フォスターのスーパーパワーは、彼が摂取したピム粒子を含む生化学処方の結果である。彼は異次元から質量をサイオニック的に引き出すことで自身の身体を巨大化する能力を持ち、同時にその巨体で絶大な強さと耐久力を得る。余分な質量はサイズが小さくなると元に戻る。しかし、身体のサイズを変化させるプロセスは疲労を伴い、連続して変化させるとフォスターはより傷つきやすくなる。
フォスターは日常的に身長を15フィートまで伸ばすことができ、その大きさで約5トンの物体を持ち上げることができた。『The Evolutionary War』において力を取り戻した後は、正確な量化はできないが、25フィートまで身長を伸ばすことができるようになった。
また、フォスターは生化学に造詣が深く、天才的な知性を持っている。

## その他のバージョン

### 『Ant-Man Season One』
グラフィックノベル『Ant-Man: Season One』には、若き日のフォスターが登場する。彼は若き日のハンク・ピムの研究室の助手として描かれ、エライアス・スター/エッグヘッドとの戦いで彼を助けた。

### 『Contest of Champions』
2015年の『Contest of Champions』シリーズでは、すべてがスタークに有利に運んだ正体不明の“別現実版シビル・ウォー”が描かれ、フォスターはラグナロクの手によって生命を奪われた。彼を元に戻そうとスタークは、“リアリティ・インフィニティ・ジェム”を使用した。

### 『マーベル・ゾンビーズ』
『マーベル・ゾンビーズ VS. アーミー・オブ・ダークネス』第4号では、ゾンビ化したブラック・ゴライアスがドクター・ドゥームの要塞“ドゥームシャット”を襲ったが、ドゥームの軍勢に撃退され、体内に突き刺さった数発の大型ミサイルが爆発して死亡した。
『Marvel Zombies Return』には、ゾンビ化したブラック・ゴライアスの別個体が登場する。ゾンビ化したピムが次元移動を行うための間に合わせのコンピュータの一部として使われた末に、人間に友好的な勢力による攻撃で破壊された。

### 『MC2』
『MC2』の『A-NEXT』のページで、ビル・フォスターはジョン・フォスター/アース・セントリーの父親としてシリーズ内に登場する。

### 『スパイディ・スーパー・ストーリーズ』
『スパイディ・スーパー・ストーリーズ』には、別バージョンのフォスター/ジャイアントマンが登場。ストーリーの中で、フォスターは元々ピムの若い研究助手であり、彼が引退した後に2代目ジャイアントマンになったと説明された。

### 『ホワット・イフ?』
『What If?: Civil War』と『What If Captain America Led All the Heroes Against the Registration Act』にフォスターの別バージョンが登場。前者でのフォスターは制御不能のラグナロクと戦う両軍のヒーローの中におり、ラグナロクがフォスターに雷攻撃を仕掛けた際に、スタークが攻撃の前に身を投げた。後者でのフォスターはロジャース/キャプテン・アメリカ側に加勢した。

## MCU版
『マーベル・シネマティック・ユニバース』（MCU）では、ローレンス・フィッシュバーンが演じる。日本語吹替は壤晴彦が担当。
本項は、“アース616”（正史の宇宙）におけるビルを主軸として表記する。

### キャラクター像
量子力学を専門とするバークレー大学教授。かつては“S.H.I.E.L.D.”にハンク・ピムとジャネット・ヴァン・ダインの研究仲間である科学者として在籍し、エイヴァ・スターともそこで知り合った。ただしピムとは研究を進める中で次第にそりが合わなくなり、一方的に解雇され因縁の関係となってしまった。その後大学で最先端の理論科学の教鞭をとる道に進み、エイヴァの身元を引き取って、彼女の身体の治療法探しを長年に渡って手伝っていた。
エイヴァを救いたいと本気で考え、内心では彼女を自分の娘のように思っており、そのために2人でピムたちの研究を強引に横取りしようとするほか、エイヴァの外界での実力行使もそれなりに許容していたが、彼女が余りにも倫理を逸脱する行為に出ようとすると断固反対して協力もやめると警告したり、大学の講義で学生たちを楽しませるユーモアもあるなど、基本的には善人である。

### 『ホワット・イフ...?』版
ビル・フォスター / ゴライアス（Bill Foster / Goliath）
アース616とは異なる宇宙の一つに存在するビルの“変異体”。基本的なキャラクター像は正史のビルと同等だが、S.H.I.E.L.D.で研究職に就いているだけでなく、後述のスーツを着用してヒーローの“ゴライアス”としても活動している。

### 能力
“ゴライアス計画”でピムの助手を務めていたこともあり、“量子世界”や“ピム粒子”についても知識を持つと共に、エイヴァのための“ゴースト・スーツ”や“特殊チェンバー”を作り上げるほどの優れたエンジニアとしての技能を持つ。

### ツール
ゴライアス・スーツ（Goliath Suit）
ビルの変異体がゴライアスとして活動する際に着用する特殊スーツ。外観は“アントマン・スーツ”や、ワスプ・スーツと同等のイメージで、明るい青と白を基調とし、黒や胴部に発光する緑がアクセントカラーとなっており、胸部には銀色の装甲プレートがあてがわれている。搭載されたピム粒子を揮発させて、スーツ本体及びこれを装着した者の身体を拡大・巨大化させる。
このほかにも、正史のビルがピムから取り上げた“ピム粒子ディスク”を使って特殊チェンバーを縮小している。

### 各作品における描写
『アントマン&ワスプ』
演 - ローレンス・フィッシュバーン（本編）、ラングストン・フィッシュバーン（若年期）
MCU初登場の本作では、ヴィラン側のキャラクターとして描写される。2018年、大学の講義中に30年間連絡を取っていなかったピムがホープ・ヴァン・ダイン/ワスプとスコット・ラング/アントマンと共に現れ、再会に難色を示されながらも奪われた“モバイル研究所”を取り戻すための助言を乞われ、ピムの機嫌を損ねる物言いもつけるも、エイヴァのためであることを隠しながら研究所の探知方法を伝え、その直後にピムたちを追って捜査に来たFBIのジミー・ウーにはピムたちの訪問を伏せた。
ピムたちがエイヴァに捕らわれると彼女との繋がりを明かして、エイヴァの治療のために“量子トンネル”を使って量子世界に滞在するジャネットからエネルギーを抽出する手伝いを断ればFBIに通報すると脅すが、ピムの作戦に嵌って彼らの離脱と研究所奪還を許してしまった。
悪態がエスカレートするエイヴァに危機感を覚えながらも、彼女と再び研究所を手中に収めると、量子トンネルの起動に協力するが、アリを操るピムに牽制されながら彼の「ジャネットを救ったらエイヴァの治療も手伝う」という言葉を信じ、ピムに量子トンネルを託した。
物語の終盤では、身体が一時的に安定して自分を巻き込まないために単身で逃亡生活へ出ることを決めたエイヴァに、同行して必ず見捨てずに支え続けると意思表示をし、2人で行方を眩ます。
『ホワット・イフ...?』シーズン2 第2話
声 - ローレンス・フィッシュバーン。
本作では、ビルの変異体が登場。
2025年5月2日公開予定の映画『サンダーボルツ*』にも出演予定である。

## その他のメディア

### テレビアニメ
- 『アベンジャーズ:ユナイテッド・ゼイ・スタンド』：第1話にピムの研究室の助手として登場した[41]。
- 『ムーンガール&デビル・ダイナソー』：シーズン1第13話『小さくなりたいデビル』（原題：『Devil on Her Shoulder』）に登場。ローレンス・フィッシュバーンが声をあてた[42]。

### ビデオゲーム
- 『Marvel: Ultimate Alliance 2』：フォスター/ゴライアスがボスキャラクターとして登場。エマーソン・ブルックスが声をあてた。このバージョンは“超人登録法”に反対するキャプテン・アメリカの同盟者である。
- 『Marvel Super Hero Squad Online』、『Lego Marvel's Avengers』：前者ではゴライアス、後者ではブラック・ゴライアスのキャラクター名を持つプレイヤーキャラクターとして登場。また後者はジェームズ・C・マシス3世が声をあてた。